# Voyager (browser)
Voyager is een shareware webbrowser voor het Amiga-platform ontwikkeld door VaporWare. Voyager ondersteunt HTML 3.2 en HTML 4, JavaScript, frames, SSL en Flash-inhoud (via Flash Player).

## Geschiedenis
Oliver Wagner van VaporWare maakte in mei 1999 de details bekend van het aankomende Voyager 3 in Amiga Format, met geplande nieuwe functies waaronder ondersteuning voor JavaScript, DOM (gebaseerd op het Internet Explorer-model) en CSS.
Voyager 3 werd aanvankelijk goed ontvangen, waaronder Amiga Format (een tijdschrift) die de snelle JavaScript uitvoering aanprees en de snelle tabel-lay-out, maar bekritiseerde de onbruikbare virtuele printfunctie en verouderde documentatie.